# 서동철 (뮤지컬 배우)
서동철(1992년 10월 2일 ~ )은 대한민국의 뮤지컬 배우다.

## 방송
- 더블 캐스팅 (2020) - Top44

## 공연
- 나의 아리랑 (2019)